# Eudo de Deuil
Odo ou Eudo de Deuil (em francês:  Eudes de Deuil; Deuil, c.1100-8 de abril de 1162) foi um monge beneditino francês, cronista da Segunda Cruzada.
De origem pobre, Eudes tornou-se confidente do abade Suger, importante personagem do reino que na época era abade da Basílica de Saint-Denis e conselheiro dos reis Luís VI de França e Luís VII de França, tendo sido regente durante o período da Segunda Cruzada. Suger torna Eudes secretário e capelão do rei.
Este posto lança Eudes na corte e o leva a participar da Segunda Cruzada em 1147. Neste momento, ele começa a redigir uma crônica medieval intitulada Expedição de Luís VII ao Oriente, onde são contadas as dificuldades desta cruzada, encerrando sua narrativa com a chegada da cruzada à Antioquia.
Retornando da cruzada, Eudes tornou-se abade da Basílica de Saint-Denis, sucedendo Suger e posteriormente tornou-se responsável pela Abadia de Saint-Corneille, em Compiègne.